# Ålesund Lufthavn (Vigra)
Ålesund Lufthavn, Vigra, (IATA: AES, ICAO: ENAL) er en lufthavn der ligger på øen Vigra i Giske Kommune, 14 km nord for centrum af Ålesund, Møre og Romsdal, Norge. I 2009 ekspederede den 774.195 passagerer hvilket gjorde den til landets 9. travleste. Den drives af det statsejede selskab Avinor.

## Historie
Lufthavnen åbnede i 1958 som den første i Møre og Romsdal. Braathens var første selskab der tilbød regulære ruteflyvninger fra Vigra. De benyttede i starten Heron fly fra de Havilland og senere Fokker F27, F28 og Boeing 737.
I 1986 blev den nuværende terminalbygning åbnet og landingsbanen forlænget. I de følgende år blev der bygget et nyt kompleks af broer og undersøiske vejtunneler der tilsluttede lufthavnen direkte til Ålesund, så man udgik transporten med færge.
Det nyåbnede lavpris selskab Color Air åbnede i 1998 en rute til den nye Gardermoen Lufthavn i Oslo. Dette startede en priskrig på billetterne da det store selskab SAS også åbnede en rute imellem de to lufthavne. Color Air gik konkurs 27. september 1999. I dag er det rutetrafik til en række byer, ligesom der er en del chartertrafik til destinationer omkring Middelhavet.

## Flyselskaber og destinationer
Følgende selskaber flyver rutefly til og fra Ålesund Lufthavn:
| Flyselskaber | Destinationer                                |
| ------------ | -------------------------------------------- |
| KLM          | Amsterdam                                    |
| Norwegian    | Oslo-Gardermoen, Alicante                    |
| SAS          | Oslo-Gardermoen, Trondheim, Bergen,København |
| Widerøe      | Bergen, Kristiansund, Trondheim              |
| Wizz Air     | Kaunas, Gdańsk                               |